# Фика
Фика (на шведски: fika, произношение: [фиика]) е традиция в Швеция за пиене на кафе, придружено от сладкиши и сандвичи.
В днешно време кафето може дори да бъде заменено и с други напитки като чай, сок, лимонада и др. Възприето е че fika е много повече от пиене на кафе. То е социален феномен – основателна причина, за да се отдадете на малка почивка с колеги, приятели, роднини или с някой, който искате да опознаете. Може да бъде по всяко време, както у дома, така и на работното място или дори в кафене. Шведите са сред най-големите консуматори на кафе в света. Обичат да пият кафе по всяко време на деня, без значение дали са на работа или вкъщи. Тази традиция е неразделна част от шведската култура.

## Етимология
Произходът на думата fika е от „kaffi” (по-ранен вариант на думата кафе на шведски) и се свързва с тенденцията от 19 век за обръщане на словореда на думите. От fika също произлиза и думата fik (разговорно за „кафене“). Думата fika се употребява като съществително, но и като глагол със значение „пия кафе със сладкиши, кифлички или сандвичи“.

## История
Кафето е сърцето на фика. Неговият внос в Швеция започва през 1685 г. То става толкова популярно за кратък период, че повлиява на целия внос на стоки.
Ободрителната напитка е забранявана 5 пъти в историята на страната, но станала вече част от ежедневието на шведите, те са принудени да се крият в горите, за да го пият. През 20 век става задължително за всяка шведска жена да организира kafferep – традиция, подобна на английския следобеден чай. Според шведския етикет всяка добра домакиня трябва да сервира 7 различни вида сладки заедно с кафето.
Придружаващите кафето сладки са задължителни за фика. Несъмнено сред най-популярните са шведските канелени пасти и рула, но широко разпространени са също и бисквитите, безброй видовете сладкиши като ябълков пай, шафранов хляб, марципанови и бадемови сладки.

## Почивка
Важна част от работния ден в Швеция е паузата за кафе (т.е. фика). Често фика се провежда 2 пъти на ден – в 9 ч. и в 15 ч. Това е времето, когато колегите имат възможност да говорят неформално за тяхната работа и личен живот. Нормално е да се включат служители от различни позиции, включително и от по-висшестоящите длъжности, дори се счита за неучтиво, ако някой не се присъедини. Много често служителите се редуват да носят домашно приготвени сладкиши. Тази традиция не се ограничава само с някои отрасли и се практикува също дори в административните организации.